# Tollense
La Tollense est une rivière du Mecklembourg-Poméranie-Occidentale dont le bassin s'étend sur 1 809 km2. Elle prend sa source dans le lac de Tollense et se jette dans la Peene, près de la ville de Demmin. Son cours est de 68 kilomètres.
Elle traverse des territoires naturels protégés et ceux des villes et villages de Neubrandenburg, Neddemin, Altentreptow, Burow, Klempenow (village connu pour son château fort), Tückhude, Broock, passe au pied des ruines du château d'Osten, et continue par Vanselow, Sanzkow, Vorwerk, Demmin et Wietzow. 
Le cours d'eau a été en 1945 l'un des moyens de suicide privilégié par les habitants de Demmin lors du suicide de masse qui survient dans la ville après des exactions de l'Armée rouge. 

## Découvertes archéologiques
À la suite de la découverte d'ossements en 1996, des fouilles archéologiques sont menées dans la vallée de la Tollense entre 2009 et 2015 et une centaine de corps humains sont mis au jour. Il s'agit pour l'essentiel d'ossements appartenant à des hommes âgés de 20 à 40 ans et présentant des traces de mort violente. Ces vestiges semblent attester d'une violente bataille menée dans la vallée aux alentours de 1200 av. J.-C., durant l'âge du bronze,.
Selon une étude paléogénétique, il semble probable que les individus de Tollense aient été échantillonnés à partir d'une population relativement homogène avec un degré élevé de continuité avec ceux vivant dans la même grande région aujourd'hui.